# Straßensystem in Ungarn

Geschwindigkeitsbegrenzungen auf Ungarischen Straßen

Das Straßensystem in Ungarn ist ein in mehrere Stufen unterteiltes System. An höchster Stelle stehen die Autobahnen (autópályák) und Schnellstraßen (autóutak), zusammen sind sie Teil eines Autobahn- und Schnellstraßennetzes. Dann folgen die Hauptstraßen 1. Ordnung (elsőrendű főút) und Hauptstraßen 2. Ordnung (másodrendű főút). Am Ende des Systems stehen öffentliche Ortsstraßen sowie verschiedene Sonder- und Gemeindestraßen.

## Autobahnen und Schnellstraßen

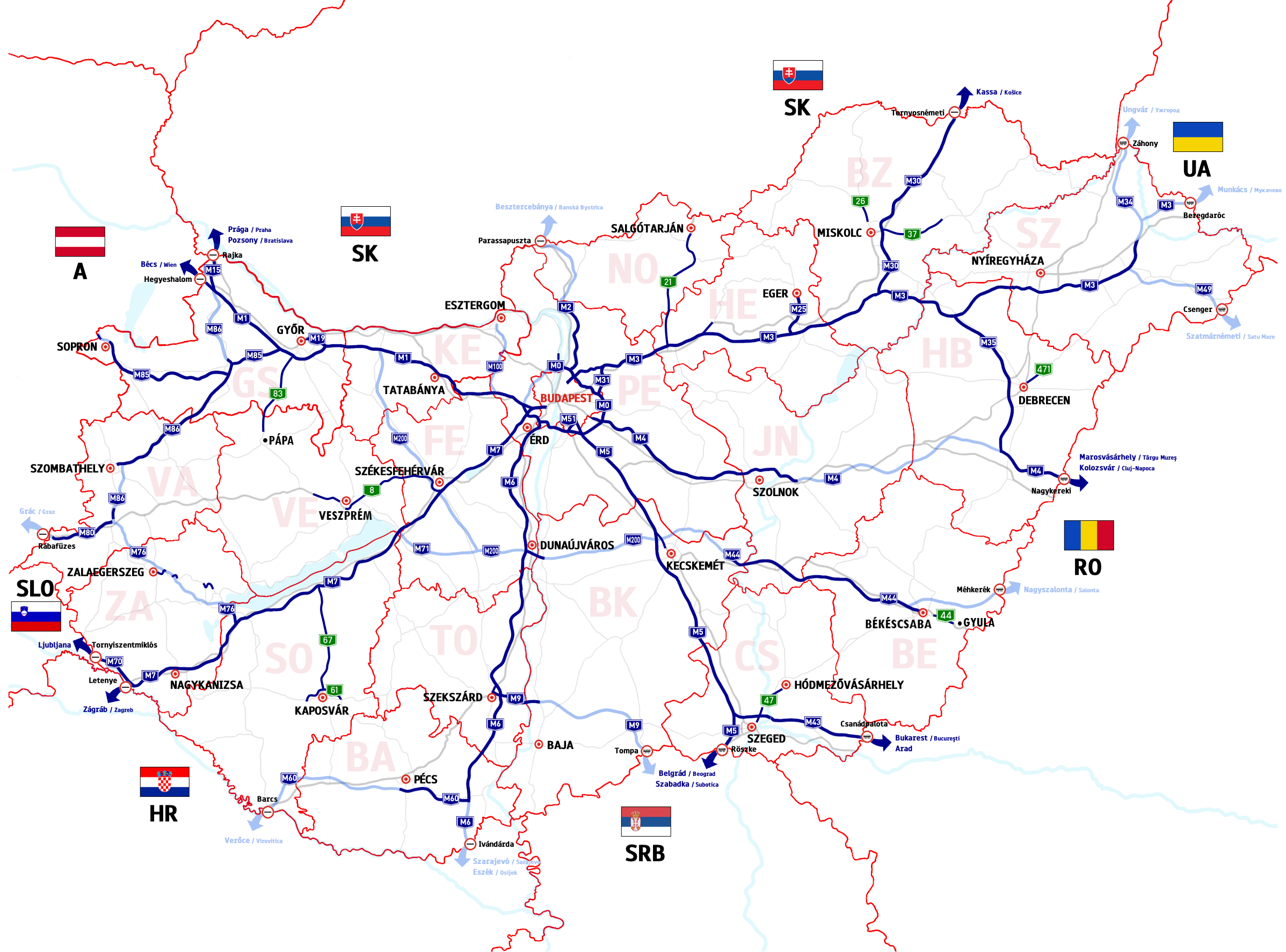
Autobahnennetz in Ungarn

Autobahnen sind in Ungarn Verkehrswege, die dem schnellen Fernverkehr und dem internationalen Verkehr mit Kraftfahrzeugen dienen. Sie werden stets mit höhenfreien Knotenpunkten, getrennten Auf- und Abfahrwegen und getrennten Richtungsfahrbahnen errichtet. Autobahnen dürfen nur von Fahrzeugen, die eine Mindestgeschwindigkeit von 80 km/h erreichen, befahren werden.
Autobahnen sind mit einem Verkehrszeichen und einer ein- oder zweistelligen Nummer im roten Feld gekennzeichnet. Für Evidenzzwecke wird die Nummer mit dem Buchstaben M ergänzt (diese wird aber nicht auf dem Verkehrszeichen angegeben), z. B. M5, beschildert sind sie auf blauem Schild mit weißer Nummer. Das Benutzen der Autobahnen ist mautpflichtig (Vignette).
Im Jahr 2020 betrug das Autobahnnetz 1.771 km, was eine Verdoppelung seit 2005 bedeutet. Bis zum Jahr 2024 sind 2.200 km geplant.

### Autobahnen

Autobahn

Die Kennzeichnung der Autobahnen erfolgt durch das internationale Verkehrszeichen „Autobahn“ (die Hinweiszeichen Beginn und Ende einer Autobahn).
Die zulässige Höchstgeschwindigkeit beträgt für PKW und Motorräder 130 km/h, mit Anhänger und für Autobusse 100 km/h, für LKW 80 km/h.
Außerdem dürfen alle Verkehrsteilnehmer auf der Autobahn, soweit es die Umstände zulassen, nicht so langsam fahren, dass andere Verkehrsteilnehmer behindert oder gefährdet werden. Mit Fahrrädern, Motorfahrrädern, Microcars, Fuhrwerken oder auch zu Fuß dürfen Autobahnen nicht benutzt werden.
Autobahnen müssen auch Autobahnen im Sinne der Straßenverkehrsordnung sein. Dies bedeutet, dass sie Niveaufreiheit, baulich getrennte Richtungsfahrbahnen und mindestens zwei Fahrstreifen pro Richtung aufweisen müssen. Schnellstraßen können ebenfalls straßenverkehrsrechtlich als Autobahn ausgeschildert sein, wenn diese alle Anforderungen hierzu erfüllen.
Autobahnen sind im Sinne der Straßenverkehrsordnung immer Freilandstraßen, auch wenn sie durch verbautes Gebiet führen. Deshalb befindet sich seit Festlegung dieser Bestimmung auch bei Autobahnauffahrten im Stadtgebiet immer das Verkehrszeichen „Ortsende“, zuvor konnte es auch auf einer Autobahn aufgestellt sein.
- Liste die  Autobahnen: M1, M3, M5, M6, M7, M8, M15, M30, M31, M35, M43, M60, M70

### Schnellstraßen
Die Kennzeichnung erfolgt durch das internationale Verkehrszeichen „Schnellstraße“ (die Hinweiszeichen Beginn und Ende einer Schnellstraße).
In der Regel unterscheiden sich Schnellstraßen von Autobahnen dadurch, dass ihre bauliche Ausgestaltung sparsamer erfolgt als die von Autobahnen. Die Bandbreite reicht daher von einem autobahnähnlichen Straßenquerschnitt bis hin zu einer herkömmlichen Landstraße. Die Höchstgeschwindigkeit auf Autostraßen beträgt wie auf Freilandstraßen für PKW und Motorräder 110 km/h, es sei denn, Verkehrszeichen erlauben eine andere Geschwindigkeit.
Im Gegensatz zu Autobahnen müssen Schnellstraßen nicht zwingend Freilandstraßen sein, sondern können im Sinne der Straßenverkehrsordnung durch das Ortsgebiet führen. In Ungarn gibt es keinen Unterschied bei der Kennzeichnung von Autobahnen und Schnellstraßen.
- Liste die  Schnellstraßen: M0, M2, M4, M9, M19, M25, M44, M51, M85, M86

## Hauptstraßen

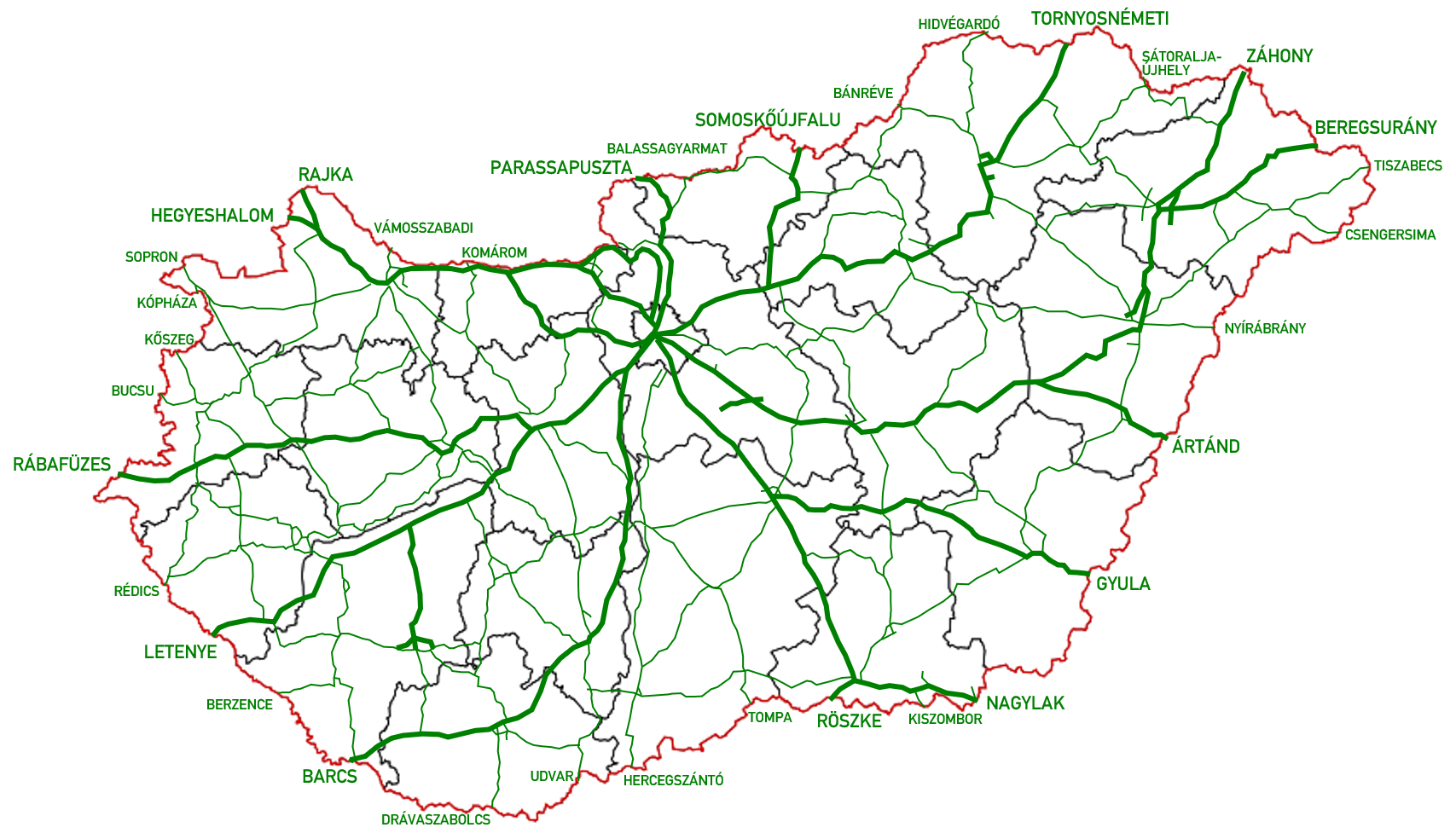
Hauptstraßen in Ungarn

Straßen sind Verkehrswege, die Fahrzeugen sowie Fußgängern dienen. Sie werden in zwei Klassen (típus) geteilt.
- Hauptstraßen erster Ordnung (elsőrendű főút) sind hauptsächlich für den Fernverkehr und den internationalen Verkehr vorgesehen.
- Hauptstraßen zweiter Ordnung (másodrendű főút) sind für den Verkehr in und zwischen den Kreisen vorgesehen.

### Hauptstraßen erster Ordnung

Hauptstraße I. Klasse

Die Straßen 1. Ordnung haben Bedeutung für den internationalen und innerstaatlichen Verkehr. Sie enden an der Staatsgrenze oder an einer Straße von gleicher oder höherer Bedeutung (Autobahnen, Schnell- und andere Staatsstraßen) und entsprechen den Bundesstraßen in Deutschland und Österreich oder Strada Statale in Italien. Zum 31. Dezember 2018 gab es 2156 km dieser Straßen.
Sie werden als (Straßennummer) gekennzeichnet und beschildert auf grünen Schild mit weißer Nummer. Meist einstellig oder in Ausnahmefällen zwei- oder dreistellig.

### Hauptstraßen zweiter Ordnung

Hauptstraße II. Klasse

Die Straßen 2. Ordnung entsprechen etwa den Landesstraßen in Deutschland und haben regionale Bedeutung. Wie bei den Straßen 1. Ordnung enden sie an der Staatsgrenze oder an einer Straße von gleicher oder höherer Bedeutung. Gemeinsam haben sie eine Länge von 4831 km.
Sie werden ähnlich beschildert wie die Straßen 1. Ordnung. Die Straßennummer besteht meistens aus zwei Ziffern, es gibt aber auch dreiziffrige.

## Landstraßen

Landstraße

Die Ortsstraßen haben nur lokale Bedeutung und dienen zur Verbindung der Gemeinden mit Straßen 1. oder 2. Ordnung. Sie beginnen wie in oben beschriebenen Fällen (gleiche oder höhere Bedeutung). Im Jahr 2018 existierten 23.069 km dieses Straßentyps. Sie sind ungefähr äquivalent zu Kreisstraßen in Deutschland. Öffentliche Ortsstraßen können öffentlich, lokal oder privat sein.
Je nach ungefährem Standort ist die erste Ziffer unterschiedlich. Normalerweise stellen die ersten zwei Ziffern bezeichneten die Straße 1. oder 2. Klasse, von deren sie abzweigen (z. B. die 7303 zweigt von der 73 ab).

## Europastraßen

Europastraße

Bei den Europastraßen handelt es sich um ein grenzüberschreitendes Netz von Fernstraßen. Sie bilden keine eigene Straßengattung, sondern verwenden lediglich eine zusätzliche Nummerierung, die die Orientierung erleichtern soll. Europastraßen sind in der Regel Autobahnen und Straßen I. Klasse.